# Pungalina
Genre
Pungalina est un genre d'araignées aranéomorphes de la famille des Salticidae.

## Distribution
Les espèces de ce genre sont endémiques d'Australie.

## Liste des espèces
Selon World Spider Catalog (version 18.0, 12/05/2017) :
- Pungalina albobarbata (L. Koch, 1879)
- Pungalina plurilineata Richardson, 2016
- Pungalina semiatra (L. Koch, 1879)
- Pungalina semiferruginea (L. Koch, 1879)
- Pungalina waldockae Richardson, 2016
- Pungalina weiri Richardson, 2013

## Publication originale
- Richardson, 2013 : New unidentate jumping spider genera (Araneae: Salticidae) from Australia. Zootaxa, no 3716 (3), p. 460-474.